# Erich Knauf
Erich Knauf (né le 21 février 1895 à Meerane, mort le 2 mai 1944 à Brandebourg-sur-la-Havel) est un journaliste et écrivain allemand.

## Biographie
Erich Knauf est le fils de Heinrich Knauf, tailleur et secrétaire honorifique du SPD, et de son épouse. Il grandit à Gera. À 14 ans, il commence un apprentissage de typographe. En 1914, il fait un voyage en Italie, en Grèce et en Turquie. Il fait la Première Guerre mondiale de 1915 à 1918.
Après la guerre, il étudie à la Heimvolkshochschule de Tinz. Lors du putsch de Kapp, militant de l'USPD, il rejoint la milice ouvrière d'opposition. Il participe à une action anarchiste dans les monts Métallifères. En 1930, il publie son expérience dans un "roman-reportage" Ça ira!.
Après avoir écrit des critiques dramatiques dans la Tribüne de Gera, Knauf devient rédacteur en chef de la section locale et de la rubrique culturelle de Volkszeitung à Plauen. Il découvre le dessinateur Erich Ohser et devient un ami proche d'Erich Kästner. En 1928, il vient à Berlin pour être le directeur littéraire de Büchergilde Gutenberg. Il met en avant des romans engagés socialement et prolétariens. Il promeut B. Traven, publie les romans d'Upton Sinclair et les livres de littérature et d'histoire de l'Union Soviétique. Dans les années 1930, il écrit une biographie de Heinrich Zille.
Après la Gleichschaltung du Büchergilde Gutenberg, Knauf est pigiste, rédige des feuilletons et succède à Walther Victor au journal 8-Uhr-Abendblatts. Après la critique d'un opéra soutenu par Hermann Göring, il est arrêté en 1934 et détenu plusieurs semaines dans les camps d'Oranienburg et de Lichtenburg et exclu de l'Association de la presse allemande.
Knauf travaille ensuite dans la publicité puis est l'attaché de presse en chef de Terra Filmkunst, notamment des films de Heinz Rühmann. Il est exempté de participer à la Seconde Guerre mondiale. En 1941, il écrit des paroles de chansons composées par Werner Bochmann comme Heimat, deine Sterne du film Pilote malgré lui et le canon Der Frühling liebt das Flötenspiel de Ce diable de garçon.
En novembre 1943, Erich Knauf et Erich Ohser, devenus sans-abris, sont envoyés à Wilmersdorf par un médecin. Après avoir passé le temps d'un bombardement dans un abri anti-aérien, ils sont dénoncés le 22 février 1944 par Bruno Schultz, un voisin et capitaine de l'Oberkommando der Wehrmacht pour des blagues politiques. Knauf est arrêté le 28 mars 1944 et condamné le 6 avril 1944 par Roland Freisler au Volksgerichtshof à la peine de mort pour "commentaires défaitistes". Erich Ohser meurt la veille de ce procès. Heinz Rühmann intervient sans succès auprès de Joseph Goebbels. Knauf est décapité à la prison de Brandebourg le 2 mai 1944. Sa veuve reçoit une facture pour des frais de justice, comprenant l'exécution, d'un montant de 585,74 Reichsmarks. Erich Kästner écrit à ce sujet un court texte en prose Eine unbezahlte Rechnung.

## Source de la traduction
- (de) Cet article est partiellement ou en totalité issu de l’article de Wikipédia en allemand intitulé « Erich Knauf » (voir la liste des auteurs).